# Роги буйвола
Роги буйвола — гербова фігура у геральдиці, що зустрічаються в щиті та як прикраси шолома переважно парами та вигнутими. Часто вони належать до верхнього герба.

## Використання та дизайн
Ріг називають рогом буйвола, тому що він, по суті, є мисливським трофеєм, тобто походить від дикого бика, в геральдичному розумінні буйвола.
Протягом століть роги ставали все більшими і більшими, подвійно зігнутими і спиляними у верхній частині, утворюючи отвір у верхній частині, який зазвичай був забезпечений кільцем. У деяких випадках на прикрасі шолома на кшталт буйволячих рогів розміщували роги для дудіння або пиття (з мундштуком) (але вони зазвичай забезпечені шнуром і фурнітурою). Через свою форму ці фігури, названі відкритими рогами, пізніше помилково назвали зубами, хоботами або мордами слона, відкритими рогами достатку або сурмами.Якщо зображений шматок кістки від основи рогу, то за типом трофеїв його називають рогом буйвола (зі шліфуванням).
Якщо на гербі зображені роги, то це негеральдична фігура. Незалежно від того, чи є роги у верхньому гербі чи як звичайна фігура, вони можуть бути розміщені при будь-якому поділі щита та у буль-яких геральдичних кольорах (тинктурах). Роги буйвола також можуть бути прикрашені прапорцями, листям, пір'ям, квітами та іншими аксесуарами, часто в основному кольорі щита або їх природних кольорах.

## Приклади

Коронований турнірний шолом із червоно-золотим наметом має два золоті буйволячі роги, кожен з яких прикрашений ззовні п'ятьма золотими палицями, з яких праворуч звисають три листки чорної липи, а ліворуч — три листки червоної липи (Каринтія)
Рогаля (герб)
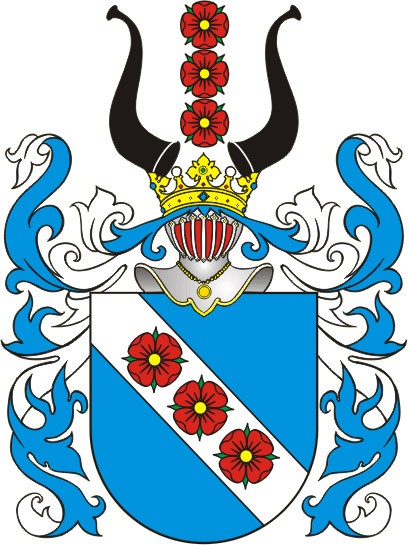
Долива (герб)
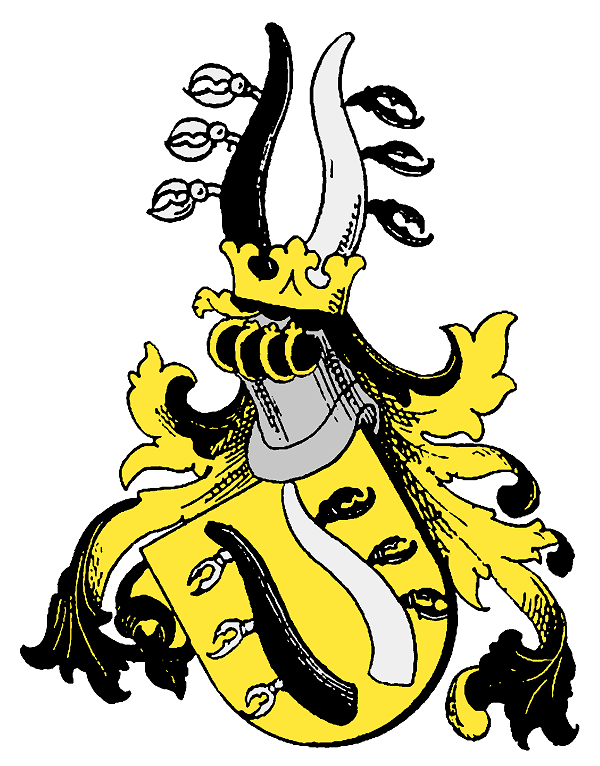
Чоринський (герб)
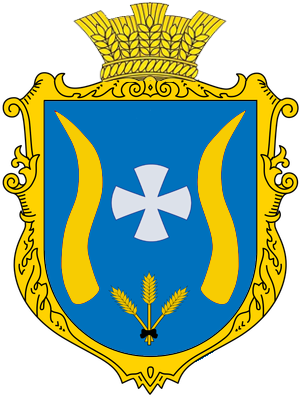
Миколаєнкове
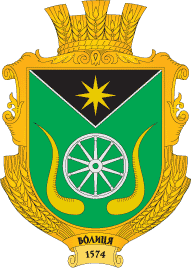
Волиця
Ріг великої рогатої худоби — Красичин, Польща
У змішаних кольорах на щиті та як прикраса шолома - >Ходиць, Польща
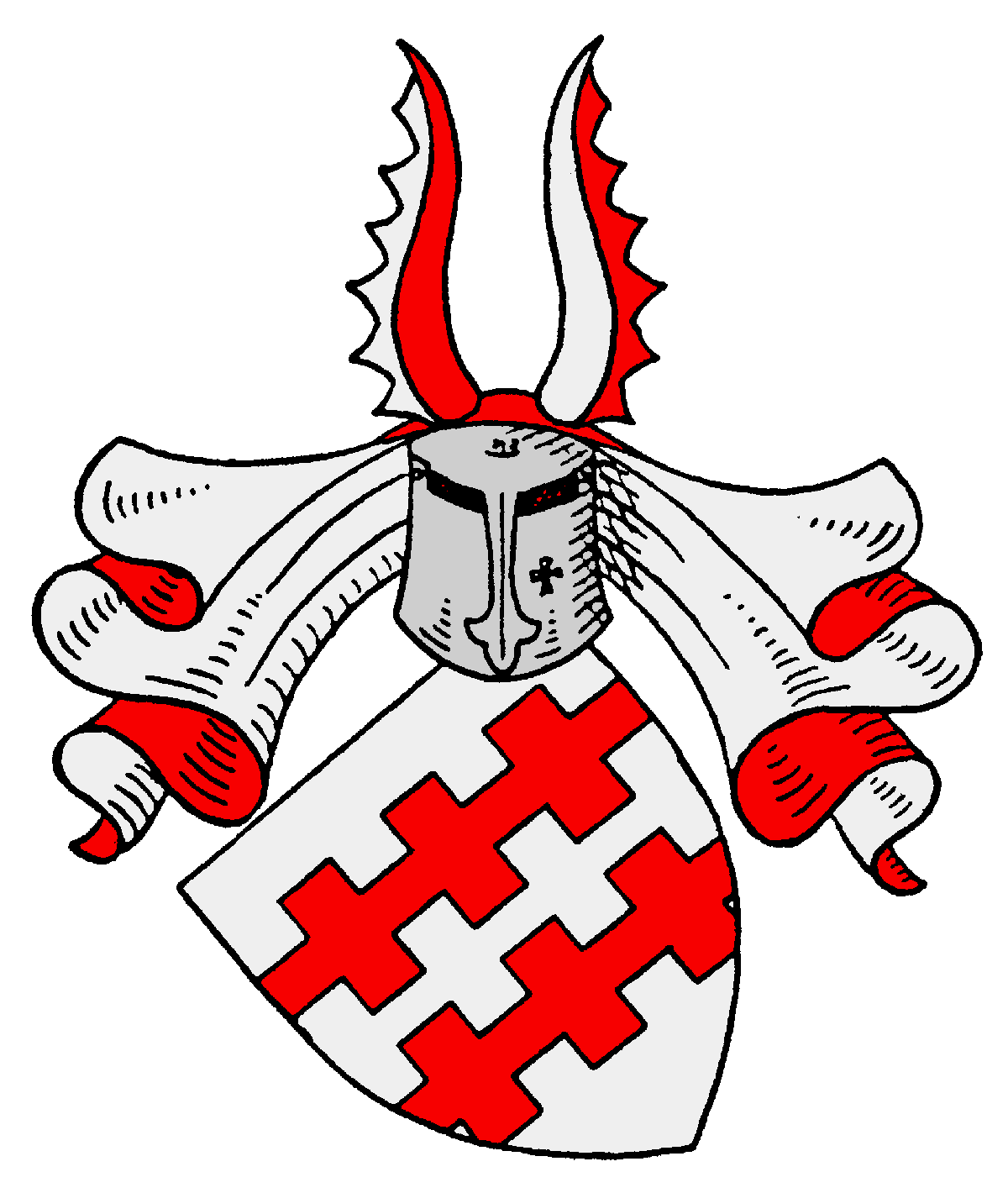
Червоно-біла пара рогів, кожен з яких має на зовнішній стороні гребінь, що змінює колір (Пранкх)
Спереду: горщиковий шолом із рогами буйвола у формі півмісяця - Ранцау, Німеччина
Червоний ріг буйвола з шліфуванням - Заксенгайм, Німеччина
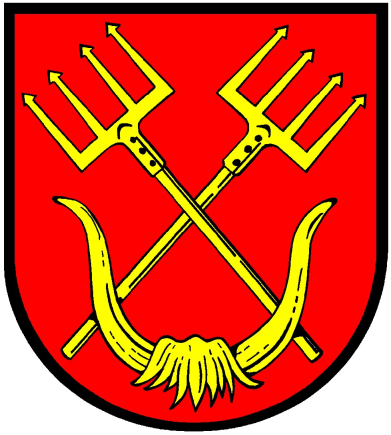
Схрещені вила для вугра з рогами буйвола - Штемсгорн, Німеччина
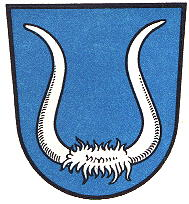
Роги буйвола - Еріхсхаген-Вельпе, Німеччина

## Герб лордів Заксенгайма
| - 1. - 2. | - 3. |

1. Могила менестреля Германа фон Заксенгайма, деталь: герб із ріжком буйвола з шліфуванням, 1508 р., Штутгарт, колегіальна церква.
2. Епітафія Вільгельма фон Яновіца та Анни фон Заксенгайм, 1553, Тюбінген, колегіальна церква. — Праворуч по кутах: два герби рогів буйволів із загнутими назовні та всередину грифами та рогами.
3. Вівтарний образ Йорга фон Заксенгайма, 1489, Штутгарт, госпітальна церква. — Праворуч: похилий герб буйволячого рогу з шліфуванням і загнутими назовні рогами, угорі: шолом із загнутими всередину рогами.